# Parasite Eve II
 (novembre 2020).
Si vous disposez d'ouvrages ou d'articles de référence ou si vous connaissez des sites web de qualité traitant du thème abordé ici, merci de compléter l'article en donnant les références utiles à sa vérifiabilité et en les liant à la section « Notes et références ».
 (juin 2016).
Parasite Eve II est un jeu vidéo d'action à la troisième personne développé et édité par Square. Il est sorti sur la PlayStation le 16 décembre 1999 au Japon, le 12 janvier 2000 en Amérique du Nord et le 25 août 2000 en Europe. Jouable à un seul joueur, Parasite Eve II mélange comme son prédécesseur des éléments de survival horror et de jeu de rôle.

## Synopsis
Un groupe de Créatures Néo-Mitochondriales (aussi appelées NMC) s'est emparé de la tour Akropolis, éliminant tous ceux qui tentaient de leur barrer la route. La police de Los Angeles fait appel à vos services afin d'éviter une nouvelle catastrophe. Le joueur incarne un agent du MIST (Mitochondrion Investigation and Suppression Team, une section spéciale du FBI), Aya Brea.

## Personnages
Aya Brea est une jeune femme de 27 ans, chasseuse de NMC (Neo-Mitochondrion Creature) au bureau du M.I.S.T (Mitochondrion Investigation and Suppression Team) qui est une section secrète du FBI, à Los Angeles. Trois ans avant le début du jeu, lors de l'incident de Manhattan et alors qu'elle n'était qu'inspecteur de police à New York, Aya a dû faire face à l'éveil de sa mitochondrie. Elle démissionna donc et se fit recruter par le M.I.S.T, grâce auquel elle obtint sa mutation dans un bureau d'investigation à Los Angeles. Depuis, elle continue sa lutte contre les NMC (Aya paraît plus jeune grâce à la mitochondrie qui préserve la vie de son hôte pour sa propre survie).
Aya rencontre pour la toute première fois à Dryfield Kyle Madigan, un jeune homme de 29 ans compétent, mais aux motivations peu claires, qui lui explique être détective privé à Los Angeles, en haut du château d'eau, après une embuscade avec les Desert Chaser. 
Eric Baldwin est un homme de 50 ans. Inspecteur en chef du M.I.S.T, il est le supérieur direct d'Aya. Il recueille des informations pour les fournir par téléphone à Aya depuis le quartier général du M.I.S.T. Son flegme et son sérieux, qui le font ressembler à un ordinateur, lui valent le surnom de "HAL".
Rupert Broderick est un homme âgé de 37 ans qui est inspecteur du M.I.S.T et chasseur de NMC, tout comme Aya. Ancien agent du FBI de la section "crime organisé", Rupert était connu comme un homme très chaleureux. Depuis l'incident de Manhattan, il a complètement changé : le massacre de sa famille l'a rendu colérique et renfermé, c'est pourquoi personne ne veut faire équipe avec lui. À la suite de l'incident, il a démissionné et a demandé sa mutation au M.I.S.T pour consacrer sa vie entière à l'extermination des NMC.
Gary Douglas est un homme de 56 ans, vétéran et héros de la guerre du Vietnam. Après avoir perdu une jambe dans un champ de mines, Gary se retire à Dryfield, une ville fantôme située en plein cœur du désert Mojave, où il coule des jours heureux en tant que ferrailleur en compagnie de son chien, Flint, dans un camping-car. Il possède une impressionnante collection d'armes à feu, celles-ci le passionnant à tel point que sa femme l'a quitté à cause d'elles.
Pierce D. Carradine est un jeune homme de 31 ans qui est le responsable informatique du M.I.S.T. Ancien hacker, il est passé maître dans l'art de récolter des informations, même illégalement. C'est un personnage un peu excentrique qui a très peu d'amis. Il s'entend bien avec Aya, étant entré au M.I.S.T en même temps qu'elle. Il semble avoir le béguin pour elle.

## Liste desParasite Energies(PE)

### CatégorieFire(Feu)
- Pyrokinésie : Cette Parasite Energy est la seule disponible au début de la mission. La Pyrokinésie projette une boule de feu. Plus son niveau est élevé, plus les dégâts sont importants. Au niveau 3, trois boules de feu sont lancées. Les dégâts causés sont maximaux si les trois boules de feu atteignent leur cible. Cette Parasite Energy est particulièrement efficace contre les Caterpillars et les Maggots.

- Combustion : Cette Parasite Energy provoque une combustion interne chez les NMC. Toutefois, la zone d'action est assez faible au niveau 1. Il est donc nécessaire d'amener les ennemis à s'approcher, ce qui rend la manœuvre dangereuse.

- Inferno : C'est la Parasite Energy de type Fire la plus puissante, permettant d'attaquer tous les ennemis se trouvant dans la pièce. Le délai de perte d'ATP est assez long, ce qui rend nécessaire de l'employer depuis un endroit relativement sûr.

### CatégorieWater(Eau)
- Métabolisme : Cette Parasite Energy est recommandée : elle neutralise tous les états anormaux dont peut être victime Aya, sauf le Silence (ou Aphasie) et l'Excitation. Elle dynamise le système immunitaire, guérissant Aya d'un empoisonnement en quelques secondes. Son utilisation immunise contre toutes les altérations d'état pendant un certain laps de temps, qui varie en fonction du niveau de la Parasite Energy.

- Régénération : Cette Parasite Energy est particulièrement recommandée : elle régénère les cellules endommagées et restaure les Points de Vie d'Aya. Aux niveaux 2 et 3, le délai de perte d'ATP est réduit, et le nombre de Points de Vie restaurés est augmenté. Une fois libérée, le renforcement de cette Parasite Energy peut permettre d'atteindre rapidement le niveau 3.

- Bioabsorption : Cette Parasite Energy vous permet d'absorber les Points de Vie des ennemis à votre portée. Elle contrôle leur mitochondrie, la forçant à vous envoyer de l'énergie électrique revitalisante. Au niveau 3, tous les ennemis se trouvant dans la pièce sont affectés. Attention : plus ils sont attaqués, moins ils perdent de Points de Vie.

### CatégorieWind(Vent)
- Nécrose : cette Parasite Energy est particulièrement recommandée. Une concentration de néo-mitochondrie crée une décharge électrique qui prend la forme d'un gaz toxique : la cible perd moins de Points de Vie qu'avec la Pyrokinésie, mais la Nécrose empoisonne l'adversaire, qui perd alors des Points de Vie supplémentaires à intervalles réguliers. Cette Parasite Energy est particulièrement efficace contre le Burner.

- Plasma : cette Parasite Energy est particulièrement recommandée. Elle crée un gaz ionisé autour d'Aya, ce qui provoque une détonation, dont l'onde de choc renverse tous les ennemis à portée. Cette Parasite Energy est particulièrement efficace contre les Bats.

- Apobiose : cette Parasite Energy déclenche une décharge électrique qui détruit les cellules nerveuse des NMC touchés, les paralysant peu à peu. Au niveau 3, cette Parasite Energy affecte tous les NMC présents dans la pièce, permettant de débusquer les monstres invisibles, comme les Zebra Stalkers, le Gray Stalker, et le Ivory Stalker. Cette Parasite Energy est particulièrement efficace contre tous les Golems.

### CatégorieEarth(Terre)
- Champ magnétique : cette Parasite Energy est recommandée : la néo-mitochondrie recouvre Aya d'un champ géomagnétique protecteur, qui diminue la perte de Points de Vie. Une lumière jaune entoure le corps d'Aya tant que l'effet dure. Cette Parasite Energy peut s'avérer très utile lors d'un combat contre un boss.

- Hypercinétique : cette Parasite Energy est particulièrement recommandée : la néo-mitochondrie d'Aya crée une force électromagnétique qui augmente l'énergie cinétique des balles de pistolet, donc les dégâts infligés par le biais d'une arme sur les NMC. De plus, la probabilité d'infliger un coup critique à son adversaire augmente de 25 %. Une lumière entoure le corps d'Aya tant que l'effet dure. Cette Parasite Energy peut s'avérer très utile lors d'un combat contre un boss.

- Sphères d'énergie : cette Parasite Energy calme vos assaillants et crée des sphères magnétiques autour d'Aya. Lorsqu'un monstre approche, il est foudroyé par ces sphères. Cette Parasite Energy peut s'avérer très utile lorsque Aya est entourée de NMC.

## États anormaux
Certains adversaires utilisent des attaques infligeant des états anormaux. Un symbole apparaît alors sous la jauge de Points de Vie. Les effets négatifs se dissipent au bout de quelques instants, ou après le combat - que vous preniez la fuite (en quittant la pièce) ou réussissiez à vaincre vos adversaires.
Silence (Aphasie) : Impossibilité d'utiliser les Parasite Energies. Seul le Tranquillisant peut vous guérir de ce poison.
Confusion : perte du sens de l'orientation. Déplacements rendus aléatoires. Pour guérir de ce poison, vous pouvez utiliser le Tranquillisant ou la Parasite Energy "Métabolisme".
Excitation : puissance de l'arme accrue de 50 %, mais perte de Points de Vie à chaque attaque armée. Seules les Parasite Energies offensives restent utilisables. Elles consomment des Points de Vie à la place de MP. Le niveau de ces Parasite Energies augmente temporairement de 1 (jusqu'au niveau maximum de 3). Seul le Tranquillisant peut vous guérir de ce poison.
Poison : perte graduelle de Points de Vie. Le poison fait plus d'effet lorsque Aya est en mouvement : vous perdez plus de Points de Vie. L'Antidote et la Parasite Energy "Métabolisme" sont efficaces contre ce poison.
Paralysie : déplacements temporairement impossibles (appuyez rapidement sur les touches directionnelles afin de retrouver votre mobilité). Vous pouvez utiliser l'Antidote ou la Parasite Energy "Métabolisme" pour vous débarrasser de ce poison.
Cécité : impossibilité de viser une cible. L'Antidote et la Parasite Energy « Métabolisme » sont vivement conseillés pour vous débarrasser de ce poison.
- L'utilisation de la Parasite Energy « Métabolisme », d'un Tranquillisant ou d'un Antidote ne guérissent pas seulement des états anormaux : ils protègent Aya de ces états pendant un certain laps de temps.

## Système de jeu
Le gameplay de Parasite Eve II reprend les ingrédients du premier épisode, à la différence près que la dimension « jeu de rôle » est moins importante.

## Équipe de développement
- Réalisateur : Kenichi Iwao
- Conception des personnages : Tetsuya Nomura, Fumi Nakashima
- Producteur : Yusuke Hirata
- Producteurs exécutifs : Tomoyuki Takechi, Hironobu Sakaguchi

## Postérité
En 2018, la rédaction du site Den of Geek mentionne le jeu en 2e position d'un top 60 des jeux PlayStation sous-estimés : « Alors que toute l'attention du grand public était tournée vers Resident Evil et Silent Hill, la série Parasite Eve était tout aussi bonne, voire meilleure selon les fans. De par son gameplay bien plus profond et son aspect visuel, Parasite Eve II est sans doute supérieur à Resident Evil, et ses ventes assez médiocres sont donc un mystère. »